# كفيمو كارتلي
كفيمو كارتلي (كارتلي السفلى هي مقاطعة تاريخية وإدارية حالية (مكاري) في جنوب شرق جورجيا.مدينة روستافي هي عاصمة إقليمية.

## موقعك
كفيمو كارتلي هي منطقة تقع في الجزء الجنوبي الشرقي من جورجيا.يحيط بها من الشمال تبليسي وشيدا كارتلي ومتسخيتا متيانيتي. سامتسخه- جافاخيتي من الغرب؛ كاخيتي في الشرق؛ ومن الجنوب دول أرمينيا وأذربيجان.

## معلومات عامة
المنطقة هي واحدة من أكثر المناطق نموا اقتصاديا في جورجيا.بعد تبليسي، احتلت المنطقة المرتبة الثانية في الإنتاج الصناعي.مساحة المنطقة 6528 كم مربعات، والتي تمثل10 ٪ من الأراضي الجورجية؛ وهي رابع أكبر منطقة من حيث المساحة.المنطقة هي ثالث أكبر منطقة مأهولة بالسكان في جورجيا ويبلغ عدد سكانها497.000 نسمة. المركز الإداري هو روستافي.هناك 353 منطقة مأهولة بالسكان، منها:
- 7 مدن: روستافي، بولنيسي، غارداباني
- ، دمانيسي مارنيولي، تتريتسكارو، وتسالكا
- 8 «دابا»: ديدي ليلو، مانجليسي، كوجوري، كازريتي، تاماريسي، بيدياني، شاومياني ترياليتي.
- 338 قرية

## التركيبة السكانية
في عام2017، محافظة كفيمو كارتلي من جورجيا كانت التركيبة العرقية التالية من423986مجموع السكان: 
- الجورجيون - 217305 (51.25٪)
- الأذربيجانيون - 177.032 (41.75٪)
- الأرمن - 21500 (5.07٪)
- اليونانيون - 2631 (0.62٪)
- الروس - 2.113 (0.49٪)

كان تقدير عدد السكان في عام2012هو511300نسمة،  لكن تعداد عام 2014 يظهر أنه انخفض الآن إلى حوالي 424000.
العرقيين الجورجيين يعيش معظمها في الجزء الشمالي من المنطقة وتشكل بالنسبة للأغلبية في بلديات تتريتسكارو، بلدية غارداباني، تسالكا وفي روستافي.و الأذربيجانيين يعيشون في الجزء الجنوبي وتشكل بالنسبة للأغلبية في بلديات مارنيولي، دمانيسي وبولنيسي.يعيش الأرمن واليونانيون في الغالب في بلدية تسالكا.

### الأديان
وفقًا لدراسة، فإن57.8٪من السكان يعتبرون مسيحيين أرثوذكس، ومعظمهم من الجورجيين والروس واليونانيين. 38,9 ٪ من المسلمين الشيعة، ومعظمهم من الأذربيجانيين؛ 2,8٪ من الأرمن المسيحيين و 0,5٪ غير متدينين.

## التقسيمات

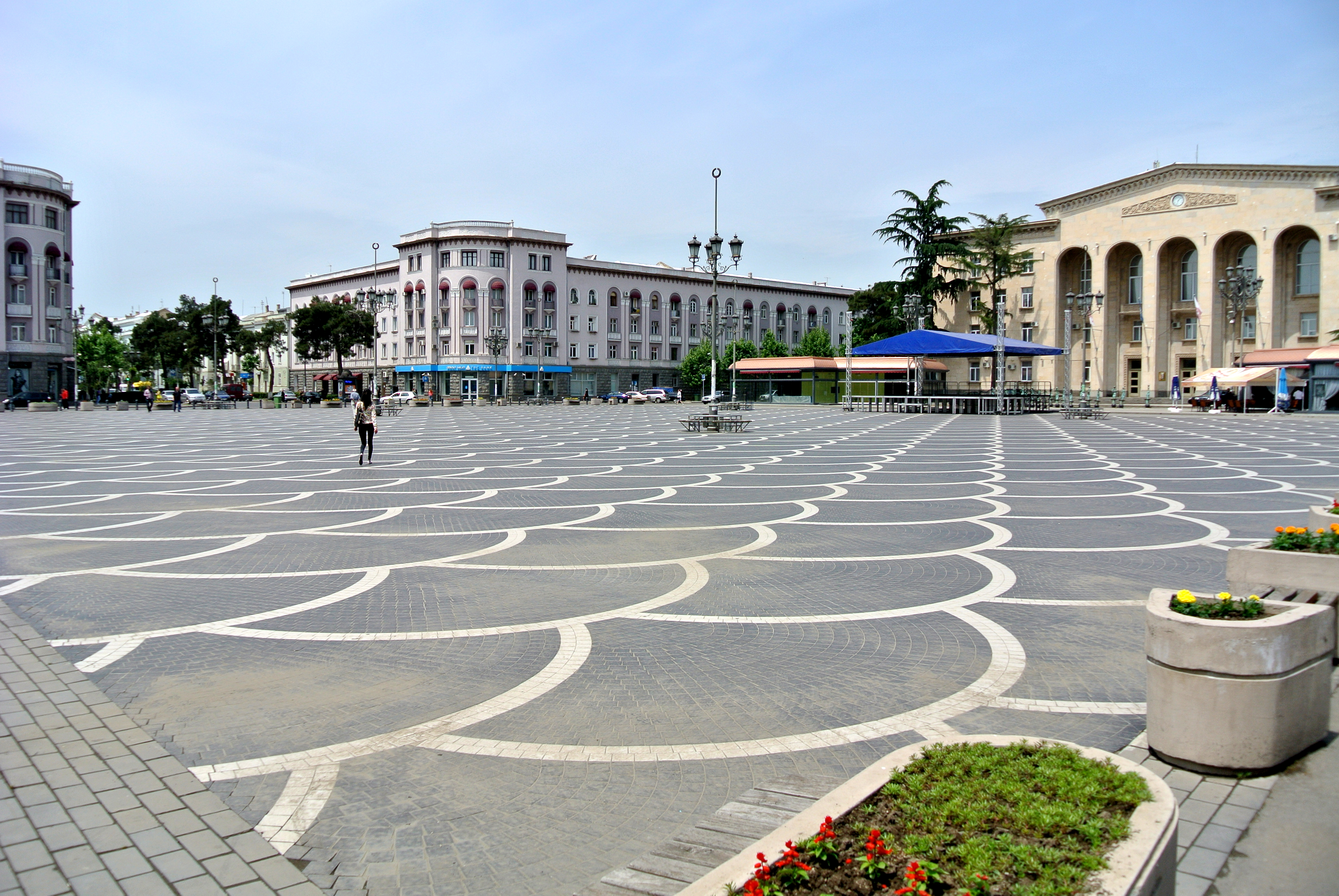
روستافي ، أكبر مدينة في المنطقة

تنقسم كفيمو كارتلي إلى 6بلديات ومدينة ذات حالة خاصة واحدة روستافي.
| البلدية / المدينة | فرقعة. | قرية بلدة  | فرقعة. |
| ----------------- | ------ | ---------- | ------ |
| بولنيسي           | 53590  | بولنيسي    | 13800  |
| Gardabani         | 81,876 | Gardabani  | 10753  |
| دمانيسي           | 19141  | دمانيسي    | 2661   |
| مارنيولي          | 104300 | مارنيولي   | 20,211 |
| تتريتسكارو        | 21127  | تتريتسكارو | 3,093  |
| تسالكا            | 18,849 | تسالكا     | 2,326  |
| روستافي           | 127800 |            |        |

## الاقتصاد
نظرًا لموقعها، تتمتع المنطقة بوصلات نقل رائعة.هناك يمر عبر السكك الحديدية والطرق السريعة التي تربط جورجيا بجيرانها أرمينيا وأذربيجان.تقع الصناعات الرئيسية في روستافي ومارنيولي.يشكل الإنتاج الصناعي لـ كفيمو كارتلي20٪ من الإنتاج الجورجي العالمي.

## آثار
ورث كفيمو كارتلي الكثير من المعالم التاريخية مثل:
بولنيسي وسيوني ودير بيتاريتي وبيرتفيسيو سامشفيلد والمنطقة القديمة المأهولة بالقرب من دمانيسي.

## روابط خارجية
- الموقع الرسمي
- بوابة كارتلي
- نتيجة التعداد السكاني لعام 2002 في جورجيا